# Albertus-Magnus-Gymnasium (Friesoythe)
Das Albertus-Magnus-Gymnasium ist ein allgemeinbildendes Gymnasium im niedersächsischen Friesoythe, das von etwa 1.200 Schülern besucht wird.

## Geschichte
Am 22. November 1955 beschloss der Rat der Stadt Friesoythe die Errichtung eines Gymnasiums zu beantragen. Dieser Beschluss erhielt 1957 die Genehmigung des Ministeriums. Der Unterricht konnte so zu Ostern 1957 aufgenommen werden. Vorerst hieß die Schule Gymnasium in Friesoythe. In den Jahren 1960, 1963, 1983, 2006 und 2022 wurden weitere Bauten fertiggestellt. Am 15. November 1963 wurde die Schule in Albertus-Magnus-Gymnasium umbenannt. Namenspatron ist seitdem der Heilige Albertus Magnus.

## Fächer
Das Albertus-Magnus-Gymnasium gehörte bis zum Schuljahr 2013/14 zu den wenigen niedersächsischen Gymnasien, die Unterricht in Altgriechisch anboten.

## Erfolge
- Die Schule stellte mehrmals Landessieger beim Wettbewerb des Niedersächsischen Altphilologenverbandes e. V.
- Schüler des Gymnasiums erreichten mehrere erste Platzierungen beim Bundeswettbewerb Mathematik.

## Ehemalige Schüler
- Gerhard de Haan (* 1951), Erziehungswissenschaftler
- Peter Steppuhn (1956–2018), Ur- und Frühgeschichtler
- Wilhelm Knelangen (* 1971), Politikwissenschaftler
- Fabian Arends (* 1990), Jazzmusiker
- Lukas Reinken (* 1995), Politiker